# 2008年のNBAドラフト
2008年のNBAドラフトは2008年6月26日にニューヨーク州マンハッタンにあるマディソン・スクエア・ガーデンにおいて開催された。1巡目14位までのドラフトは、前年度のNBAプレーオフに参加できなかったチームに抽選によって割り当てられた。2008年5月20日に行われた抽選によってシカゴ・ブルズが全体1位指名権を獲得。1.7%の低確率を乗り越えての1位指名権獲得はNBAドラフト史上2番目のアプセットであった。

## ドラフト指名
| PG | ポイントガード | SG | シューティングガード | SF | スモールフォワード | PF | パワーフォワード | C | センター |

| S | NBAオールスター               |
| A | オールNBAチーム               |
| R | NBAオールルーキーチーム       |
| D | NBAオールディフェンシブチーム |
| C | NBAチャンピオン               |
| F | ファイナルMVP                 |
| # | NBAでのプレー経験なし         |
| M | シーズンMVP                   |

### 1巡目
| 指名順 | 選手名                          | 経歴    | 国籍                    | 指名チーム | 出身校など                                        |
| ------ | ------------------------------- | ------- | ----------------------- | --- | ------------------------------------------------- |
| 1      | デリック・ローズ (PG)           | S A R M | アメリカ合衆国          | シカゴ・ブルズ | メンフィス大学                                    |
| 2      | マイケル・ビーズリー (PF)       | R       | アメリカ合衆国          | マイアミ・ヒート | カンザス州立大学                                  |
| 3      | O・J・メイヨ (SG)               | R       | アメリカ合衆国          | ミネソタ・ティンバーウルブズ→メンフィスにトレード                                                                                     | 南カリフォルニア大学                              |
| 4      | ラッセル・ウェストブルック (PG) | S A R M | アメリカ合衆国          | シアトル・スーパーソニックス | UCLA                                              |
| 5      | ケビン・ラブ (PF/C)             | S A R C | アメリカ合衆国          | メンフィス・グリズリーズ→ミネソタにトレード                                                                                           | UCLA                                              |
| 6      | ダニーロ・ガリナリ (SF)         |         | イタリア                | ニューヨーク・ニックス | オリンピア・ミラノ（イタリア）                    |
| 7      | エリック・ゴードン              | R       | アメリカ合衆国          | ロサンゼルス・クリッパーズ | インディアナ大学                                  |
| 8      | ジョー・アレクサンダー (SF)     |         | アメリカ合衆国          | ミルウォーキー・バックス | ウェストバージニア大学                            |
| 9      | D・J・オーガスティン (PG)       | R       | アメリカ合衆国          | シャーロット・ボブキャッツ | テキサス大学                                      |
| 10     | ブルック・ロペス (C)            | S R D C | アメリカ合衆国          | ニュージャージー・ネッツ | スタンフォード大学                                |
| 11     | ジェリッド・ベイレス (PG)       |         | アメリカ合衆国          | インディアナ・ペイサーズ→ポートランドにトレード                                                                                       | アリゾナ大学                                      |
| 12     | ジェイソン・トンプソン (SF)     |         | アメリカ合衆国          | サクラメント・キングス | ライダー大学                                      |
| 13     | ブランドン・ラッシュ (SG/SF)    | C       | アメリカ合衆国          | ポートランド・トレイルブレイザーズ→インディアナにトレード                                                                             | カンザス大学                                      |
| 14     | アンソニー・ランドルフ (PF)     |         | アメリカ合衆国          | ゴールデンステート・ウォリアーズ | ルイジアナ州立大学                                |
| 15     | ロビン・ロペス (PF/C)           |         | アメリカ合衆国          | フェニックス・サンズ | スタンフォード大学                                |
| 16     | マリース・スペイツ (PF/C)       | C       | アメリカ合衆国          | フィラデルフィア・セブンティシクサーズ                                                                                                | フロリダ大学                                      |
| 17     | ロイ・ヒバート (C)              | S D     | アメリカ合衆国          | トロント・ラプターズ→インディアナにトレード （インディアナ・ペイサーズからジャーメイン・オニールのトレードの一環で）                  | ジョージタウン大学                                |
| 18     | ジャベール・マギー (C)          | C       | アメリカ合衆国          | ワシントン・ウィザーズ | ネバダ大学リノ校                                  |
| 19     | J・J・ヒクソン (PF)             |         | アメリカ合衆国          | クリーブランド・キャバリアーズ | ノースカロライナ州立大学                          |
| 20     | アレクシス・アジンカ (C)        |         | フランス                | シャーロット・ボブキャッツ（デンバー・ナゲッツから）                                                                                  | イエール・ツーロン（フランス）                    |
| 21     | ライアン・アンダーソン (SF/PF)  |         | アメリカ合衆国          | ニュージャージー・ネッツ （ダラス・マーベリックスからジェイソン・キッドトレードの一環で）                                             | カリフォルニア大学                                |
| 22     | コートニー・リー (SG)           |         | アメリカ合衆国          | オーランド・マジック | ウェストケンタッキー大学                          |
| 23     | コスタ・クーファス (C)          |         | アメリカ合衆国 ギリシャ | ユタ・ジャズ | オハイオ州立大学                                  |
| 24     | サージ・イバカ (PF)             | D C     | コンゴ共和国 スペイン   | オクラホマシティ・サンダー （フェニックス・サンズからカート・トーマスのトレードの一環で）                                             | CBホスピタレット（LEB/スペイン2部リーグ）         |
| 25     | ニコラス・バトゥム (SG/SF)      |         | フランス                | ヒューストン・ロケッツ→ポートランドへトレード                                                                                         | ル・マン・サルト・バスケット（フランス）          |
| 26     | ジョージ・ヒル (PG)             |         | アメリカ合衆国          | サンアントニオ・スパーズ | インディアナ大学-パデュー大学インディアナポリス校 |
| 27     | ダレル・アーサー (PF)           |         | アメリカ合衆国          | ニューオリンズ・ホーネッツ→ポートランドとヒューストンを経由してメンフィスにトレード                                                   | カンザス大学                                      |
| 28     | ドンテ・グリーン (SF)           |         | アメリカ合衆国          | メンフィス・グリズリーズ （ロサンゼルス・レイカーズからパウ・ガソルのトレードの一環で、ヒューストンを経由してサクラメントにトレード） | シラキュース大学                                  |
| 29     | D・J・ホワイト (PF)             |         | アメリカ合衆国          | デトロイト・ピストンズ→オクラホマシティにトレード                                                                                     | インディアナ大学                                  |
| 30     | J・R・ギッデンズ (SG)           |         | アメリカ合衆国          | ボストン・セルティックス | ニューメキシコ大学                                |

### 2巡目
| 指名順 | 選手名                                | 経歴  | 国籍           | 指名チーム | 出身校など                             |
| ------ | ------------------------------------- | ----- | -------------- | --- | -------------------------------------- |
| 31     | ニコラ・ペコヴィッチ (C)              |       | モンテネグロ   | ミネソタ・ティンバーウルブズ | パナシナイコス（ギリシャ）             |
| 32     | ウォルター・シャープ (PF)             |       | アメリカ合衆国 | オクラホマシティ・サンダー→デトロイトへトレード | アラバマ大学バーミングハム校           |
| 33     | ジョーイ・ドーシー (PF/C)             |       | アメリカ合衆国 | ポートランド・トレイルブレイザーズ（メンフィスからアレキサンダー・ジョンソンのトレードの一環で）→ヒューストンへトレード                                                   | メンフィス大学                         |
| 34     | マリオ・チャルマーズ (PG)             | R C   | アメリカ合衆国 | ミネソタ・ティンバーウルブズ→マイアミへトレード | カンザス大学                           |
| 35     | デアンドレ・ジョーダン (C)            | S A D | アメリカ合衆国 | ロサンゼルス・クリッパーズ | テキサスA&M大学                        |
| 36     | オマール・アジク (C)                  |       | トルコ         | ポートランド・トレイルブレイザーズ（ニューヨークからデミトリス・ニコルズのトレードの一環で）→シカゴにトレード                                                             | フェネルバフチェ（トルコ）             |
| 37     | ルック・バ・ア・ムーティ (SF/PF)      |       | カメルーン     | ミルウォーキー・バックス | UCLA                                   |
| 38     | カイル・ウィーバー (PG/SG)            |       | アメリカ合衆国 | シャーロット・ボブキャッツ→オクラホマシティにトレード | ワシントン州立大学                     |
| 39     | ソニー・ウィームズ (SG/SF)            |       | アメリカ合衆国 | シカゴ・ブルズ→デンバーにトレード | アーカンソー大学                       |
| 40     | クリス・ダクラス＝ロバーツ (SG)       |       | アメリカ合衆国 | ニュージャージー・ネッツ | メンフィス大学                         |
| 41     | ネイサン・ジャワイ (PF/C)             |       | オーストラリア | インディアナ・ペイサーズ→トロントへトレード （ジャーメイン・オニールのトレードの一環で）                                                                                  | ケアンズ・タイパンズ（オーストラリア） |
| 42     | ショーン・シングレタリー (PG)         |       | アメリカ合衆国 | サクラメント・キングス（アトランタからマイク・ビビーのトレードの一環で）→フェニックスへトレード（ヒューストンを経由して）                                                 | バージニア大学                         |
| 43     | パトリック・ユーイング・ジュニア (PF) |       | アメリカ合衆国 | サクラメント・キングス→ニューヨークへトレード（ヒューストンを経由して）                                                                                                   | ジョージタウン大学                     |
| 44     | アンテ・トミッチ (PF/C)               | #     | クロアチア     | ユタ・ジャズ（フィラデルフィアから） | KKザグレブ（クロアチア）               |
| 45     | ゴラン・ドラギッチ (PG)               | S A   | スロベニア     | サンアントニオ・スパーズ（トロントからゲオルギス・プリンテティスのトレードの一環で）→フェニックスへトレード                                                               | オリンピア・リュブリャナ（スロベニア） |
| 46     | トレント・プレイステッド (PF)         | #     | アメリカ合衆国 | オクラホマシティ・サンダー（ポートランドとのセバスチャン・テルフェア、ボストンとのレイ・アレンのトレードの一環で）→デトロイトへトレード                                   | ブリガムヤング大学                     |
| 47     | ビル・ウォーカー (SF)                 |       | アメリカ合衆国 | ワシントン・ウィザーズ→ボストンへトレード | カンザス州立大学                       |
| 48     | マリク・ヘアストン (SG)               |       | アメリカ合衆国 | フェニックス・サンズ（クリーブランドよりミルト・パラシオのトレードの一環で）→サンアントニオへトレード                                                                     | オレゴン大学                           |
| 49     | リチャード・ヘンドリックス (PF)       | #     | アメリカ合衆国 | ゴールデンステート・ウォリアーズ | アラバマ大学                           |
| 50     | デヴォン・ハーディン (C)              | #     | アメリカ合衆国 | オクラホマシティ・サンダー （デンバーからアール・ワトソンのトレードの一環で）                                                                                             | カリフォルニア大学                     |
| 51     | シャン・フォスター                    | #     | アメリカ合衆国 | ダラス・マーベリックス | ヴァンダービルト大学                   |
| 52     | ダーネル・ジャクソン (PF)             |       | アメリカ合衆国 | マイアミ・ヒート（オーランドからスタン・ヴァン・ガンディ招聘の一環で）→クリーブランドへトレード                                                                           | カンザス大学                           |
| 53     | タディヤ・ドラギチェビッチ (PF)       | #     | セルビア       | ユタ・ジャズ | KK Crvena zvezda（セルビア）           |
| 54     | マーティ・ルーネン (PF)               | #     | アメリカ合衆国 | ヒューストン・ロケッツ | オレゴン大学                           |
| 55     | マイク・テイラー (PG)                 |       | アメリカ合衆国 | ポートランド・トレイルブレイザーズ（フェニックスからジェームズ・ジョーンズ、インディアナからジェームズ・ホワイトのトレードの一環で）→ロサンゼルス・クリッパーズへトレード | アイダホ・スタンピード                 |
| 56     | サーシャ・カーン (C)                  | C #   | ロシア         | オクラホマシティ・サンダー（ニューオリンズから）→クリーブランドへトレード                                                                                                 | カンザス大学                           |
| 57     | ジェームズ・ギスト (PF)               | #     | アメリカ合衆国 | サンアントニオ・スパーズ | メリーランド大学                       |
| 58     | ジョー・クロフォード (SG)             |       | アメリカ合衆国 | ロサンゼルス・レイカーズ | ケンタッキー大学                       |
| 59     | デロン・ワシントン (SG/SF)            | #     | アメリカ合衆国 | デトロイト・ピストンズ | バージニア工科大学                     |
| 60     | セミー・エルデン (C)                  |       | トルコ         | ボストン・セルティックス | フェネルバフチェ（トルコ）             |

## ドラフト外入団の主な選手
- サラー・メジュリ (C), チュニジア
- アンソニー・モロー (SG), ジョージア工科大学
- ティモフェイ・モズコフ (C), ロシア
- ブライアン・ロバーツ (PG), デイトン大学
- レジー・ウィリアムス (SF), バージニア軍学校